# Spilopteron wulingense
Spilopteron wulingense är en stekelart som beskrevs av Wang 1992. Spilopteron wulingense ingår i släktet Spilopteron och familjen brokparasitsteklar. Inga underarter finns listade i Catalogue of Life.